# Michael Bennett (Regisseur)
Michael Bennett, eigentlich Michael Bennett DiFiglia, (* 8. April 1943 in Buffalo, New York; † 2. Juli 1987 in Tucson, Arizona) war ein Tänzer und Choreograph des US-amerikanischen Musiktheaters der 1970er und 1980er Jahre.

## Leben
Michael Bennett wurde als Sohn eines Maschinisten in einem Automobilwerk in Buffalo und einer Sekretärin geboren. Bereits im Alter von drei Jahren erhielt er Tanzunterricht in einer Tanzschule für Kinder. Als er 12 Jahre alt war, beherrschte er bereits ein breites Repertoire vom modernen Volkstanz über das klassische Ballett bis hin zum Stepptanz. Bennett trat im Kindesalter in Shows wie „Mrs. John Dunn’s Little Stars of Tomorrow“ auf und betätigte sich bereits während seiner Zeit an der Highschool in Buffalo als Choreograph und Regisseur in einigen Schülerproduktionen. Als er kurz vor seinem Schulabschluss von Jerome Robbins die Rolle des „Babe John“ im Musical West Side Story angeboten bekam, den er auf einer Tournee durch Europa spielen sollte, entschied er sich für eine Karriere als Künstler.
Da er selbst Tänzer war, kannte er somit die Sorgen und Nöten dieses Berufsstandes aus eigener Erfahrung. Aufgrund der desolaten Situation der Gruppentänzer, der sogenannten Gypsies, die immer mehr ins Abseits gerieten und zunehmend schlechteren Beschäftigungs- und Arbeitsbedingungen ausgesetzt waren, fasste er die Idee zum Musical A Chorus Line. Sein erklärtes Ziel war es, Mitglieder der chorus line (tanzendes und singendes Corps de ballet) ins Zentrum der Aufmerksamkeit zu rücken, sie dem Publikum mit all ihren Sorgen und Hoffnungen, gleichsam als Menschen, nicht als Bühnenroboter vorzustellen.
Bennett, bekennender Bisexueller, war von 1976 bis 1979 mit der Tänzerin Donna McKechnie verheiratet. Er hatte Beziehungen und Affären unter anderem mit Larry Fuller, Sabine Cassel (der Frau von Jean-Pierre Cassel) und zuletzt mit Gene Pruitt. Er starb mit 44 Jahren an einem AIDS-bedingten Lymphom. Seine Trauerfeier fand im Shubert Theatre statt, an dem gerade A Chorus Line gegeben wurde.

## Werke (Auswahl)
Als Tänzer
- 1959: West Side Story
- 1961: Subways Are for Sleeping, St. James Theatre
- 1963: Here’s Love, Shubert Theatre
- 1964: Bajour, Shubert Theatre

Als Choreograph
- 1966: A Joyful Noise, Mark Hellinger Theatre
- 1968: Henry, Sweet Henry, Palace Theatre und Promises, Promises, Shubert Theatre
- 1969: Coco, Mark Hellinger Theatre
- 1970: Company, Alvin Theatre und am Her Majesty’s Theatre, London (1972).

Als Regisseur und Produzent
- 1971: Twigs, Broadhurst Theatre
- 1973: Seesaw, Uris Theatre
- 1974: God’s Favorite, Eugene O’Neill Theatre

Als Regisseur, Produzent und Choreograph
- 1975: mit Bob Avian; A Chorus Line, am Newman Theatre, und am Shubert Theatre, sowie 1976 am Drury Lane Theatre, in London
- 1978: mit Bob Avian; Ballroom, MajesticTheatre
- 1981: mit Michael Peters; Dreamgirls, Imperial Theatre

A Chorus Line erhielt unter anderem neun Tony Awards sowie den Pulitzer-Preis.